# ミカドボウシインコ
ミカドボウシインコ (Amazona imperialis) は、鳥綱インコ目（オウム目）ヨウム科ボウシインコ属に分類される鳥類。

## 分布
ドミニカ国（ドミニカ島）固有種

## 形態
全長45センチメートル。頭部や頸部は暗紫色、上面は暗緑色。下面は紫色で、羽毛の外縁（羽縁）が暗色なため鱗状の斑紋が入る。尾羽基部は緑色で、先端に赤褐色の帯が入る。翼の色彩は暗緑色で、人間でいう手首（翼角）を被う翼は赤い。初列風切は暗色で、外側の次列風切基部は赤い。
虹彩は橙色。嘴や後肢の色彩は、暗灰色。

## 生態
標高600 - 1,300メートルにある原生林に生息する。食物が不足すると標高150 - 300メートルまで移動する。昼行性で、夜間になると大木の樹上に集まり休む。
果実、種子、花、ヤシの芽などを食べる。
繁殖様式は卵生。繁殖期は2 - 6月。高木の樹洞に巣を作り、2個の卵を隔年で産む。

## 人間との関係
バナナ用などの農地開発による生息地の破壊、食用やペット用の乱獲、ハリケーンの襲来などにより生息数は激減した。1950年代にアングライス山周辺とディアブロティン山周辺に個体群が分断され、前者の個体群は1983年以降は確認されていない。保護対策が成功し生息数は増加したが、2017年にハリケーン・Mariaの襲来に伴い再び生息数が激減した。1979年のハリケーンDavidによる襲来でも生息数が激減しその後に回復したが、生息数が回復する前にさらにハリケーンが襲来した場合は絶滅するおそれが高いとされる。1975年のワシントン条約発効時から、ワシントン条約附属書Iに掲載されている。生息地の一部はディアブロティン国立公園に指定されている。ドミニカ国では法的に保護の対象とされ啓蒙活動が進められ密猟も含め狩猟されることは減少しているが、密猟されることもある。ディアブロティン山での1987年における生息数は約60羽、1990年における生息数は約80羽、1993年における生息数は80 - 100羽、1998年における生息数は250 - 300羽と推定されている。